# Kobus vardonii
Kobus vardonii, conhecido popularmente como puku (em português, pucu) é uma espécie de antílope da família Bovidae. Pode ser encontrada na República Democrática do Congo, Angola, Zâmbia, Tanzânia, Malauí e Botsuana.